# Oscar Strok
Oscar Strok, né le 18 janvier 1893 à Dinaburg et mort le 22 juin 1975 à Riga, est un compositeur et pianiste letton,.

## Biographie
Oscar Strok naît à Dinaburg (dans l'actuelle Lettonie) dans une famille juive, cadet de huit enfants du compositeur David Strok (1840-1920) - musicien de l'armée, puis chef d'une chapelle klezmer. Il étudie au Conservatoire de Saint-Pétersbourg dans la classe de piano de Nikolai Dubasov et travaille comme accompagnateur sur scène et au cinéma. Dans les années 1930 à Riga, Strok compose ses célèbres morceaux de tango, devenus instantanément connus dans le monde - Black Eyes, Dis-moi pourquoi, Moon Rhapsody. Beaucoup de ses chansons ont été interprétées par Pyotr Leshchenko,.
Après la Première Guerre mondiale, il vit en Lettonie, se produit au restaurant et club de danse Alhambra et au café Otto Švarcs de Riga. Il a publié le journal Jaunā druva. Après l'occupation de la Lettonie par les allemands, il quitte Riga et s'installe à Alma-Ata, plus tard à Moscou. Il compose plusieurs compositions patriotiques. Il joue dans le film  Kotovski en 1942, dans le rôle de chansonnier de restaurant il y interprète ses propres chansons. 
Après la guerre, il retourna à Riga. En 1948, il fut expulsé de l'Union des compositeurs de la RSS de Lettonie avec la mention « L'activité de Strok ne correspond pas aux buts et aux tâches du CS LPSR ». La plupart de ses compositions populaires se retrouvent « sur liste noire ». Cependant, il continue à composer de la musique.
Mort le 22 juin 1975, le compositeur est enterré au cimetière juif de Riga.
En 1995, Raimonds Pauls a dédié la chanson Le roi compose un tango à Oskar Strok, - la première interprète de la chanson fut Laima Vaikule.